# Quantic Dream
Quantic Dream és una empresa creadora de videojocs francesa fundada a París el 1997. A més també proporciona serveis de captura de moviments a empreses de la indústria del cinema i del videojoc.

## Videojocs
| Títol del joc           | Data de llançament | Plataforma                   |
| ----------------------- | ------------------ | ---------------------------- |
| Omikron: The Nomad Soul | 1999               | Windows                      |
| Omikron: The Nomad Soul | 2000               | Dreamcast                    |
| Fahrenheit              | 2005               | Windows, PlayStation 2, Xbox |
| Fahrenheit              | 2007               | Xbox 360                     |
| Heavy Rain              | 2010               | PlayStation 3                |
| Omikron 2               | Desconeguda        | PlayStation 3                |